# Kikboks
Kikboks (tudi kickboks) je kontaktni šport, v katerem se uporabljajo različne tehnike udarcev z rokami, udarcev in brc z nogami ter gibanj, podobnih kot pri standardnem boksu. Kikboks ne dovoljuje nadaljevanja borbe potem, ko eden od nasprotnikov obleži na tleh.
Prakticira (uporablja)  se lahko v milejši obliki t. i. fitnes ali v bolj grobi obliki kikboksa na dotik. Pri full contact kikboksu so borci oblečeni v posebne hlače za kikboks, nosijo boksarske rokavice, zahtevano obutev za tovrstne športe in ščitnik za zobe. Vsi borci, ki še niso dopolnili 18 let, morajo nositi zaščitno čelado.
Kikboks velikokrat mešamo s tajskim boksom (muay thai). Športa sta si podobna, vendar so pri tajskem boksu dovoljeni tudi udarci pod pasom in tudi zelo nevarni udarci s komolci in koleni.
Zgodovina kikboksa ni znana, saj je nastal iz različnih stilov bojevanja. Pionirji so bili zagotovo Azijci, ki so se za svoj obstoj morali boriti že od samega začetka visokih civilizacij.

## Pravila

### Japonski kikboks
- čas: 5 rund po 3 minute

- dovoljena uporaba komolcev in kolen

- dovoljeni udarci pod pasom

- razni prijemi za glavo so bili prepovedani leta 1966

### Ameriški kikboks
- dovoljeni udarci s stopalom in pestmi

- udarci s komolci in koleni so prepovedani

- borba traja približno 3-12 rund, trajajočih 2-3 minut

### Evropski kikboks
- čas: 5 rund po 3 minute
- udarci s komolci so prepovedani
- udarci s koleni so dovoljeni
- dovoljeni so udarci v glavo, medtem, ko napadalec drži nasprotnika za glavo

## Udarci
- Jab: močan udarec izpred glave ali prsi, večinoma križno kombiniran

- Hook: zaokrožen udarec

- Cross : rahlo zaokrožen močan udarec v predel glave

- Hook kick: udarec z nogo v bočni predel

- Uppercut : Udarec s spodnje strani v čeljust ali nos

- Undercut

- Front Kick

- Side kick : Stranski udarec oz. brca z nogo

- Stick-kick
- Spinning back-kick
- Jumping back-kick

- Cross-counter
- Undercut
- Bolo punch
- Short straight punch

- http://makoto.si/jfc/index.html Arhivirano 2008-04-22 na Wayback Machine.

- http://www.wako.org.nz/ Arhivirano 2008-04-12 na Wayback Machine.

- http://www.mikemiles.com/history1.html Arhivirano 2009-03-19 na Wayback Machine.